# Weserstadion Platz 11
El Weserstadion Platz 11 se ubica en Bremen, en el estado federado de Bremen, Alemania. Su equipo titular es el SV Werder Bremen II, club que actualmente juega en la 3. Liga.

## Ubicación
El Weserstadion Platz 11 se encuentra a unos 300 metros al sureste del Weserstadion. Entre los lugares de formación de la asociación de fútbol y la promotora Weser de Pauline Marsch se levanta este estadio que es ejemplo de equipo II según la DFB.

## Equipo
El Platz 11 solamente tiene un campo de césped para los partidos de fútbol a través de una pista atlética que consta de seis pistas individuales. Además, los sistemas de carreras de obstáculos y saltar, lanzar y disciplinas de choque están presentes.
El estadio se encuentra rodeado de cerchas que ofrecen un total de alrededor de 4.500 espectadores de pie, y una pequeña tribuna de asientos cerca de la línea occidental. Tienen capacidad para 1.000 aficionados, lo que resulta en una capacidad total de 5.500 espectadores.
En relación con la introducción de la tercera liga profesional en 2008, el estadio dispone de cuatro torres lumínicas, de manera que los juegos de la noche se pueden jugar que normalidad aquí.
A partir de la DFB, el estadio fue galardonado como un estadio modelo de segundo equipo.

## Uso
El estadio es usado para juegos de la U-19 Bundesliga, además se utiliza como de casa desde hace bastante tiempo por el segundo equipo del Werder Bremen, el U-23, y el equipo Sub-19. El segundo equipo del Werder Bremen jugó desde el 2008 a 2012 en la 3. Liga. De 2012 a 2015 jugó en el segundo equipo en la  Liga Regional Norte. Desde la temporada 2015/16 es de nuevo equipo de tercera división.
Durante la Copa Mundial de la FIFA 2006, el Platz 11 fue clasificado como un sitio de entrenamiento de la Selección de fútbol de Suecia. También los internacionales juveniles tienen lugar en el Platz 11.